# Amolops granulosus
Amolops granulosus är en groddjursart som först beskrevs av Liu och Hu 1961.  Amolops granulosus ingår i släktet Amolops och familjen egentliga grodor. IUCN kategoriserar arten globalt som livskraftig. Inga underarter finns listade i Catalogue of Life.